# Miscodera
Miscodera — род жужелиц из подсемейства Broscinae.

## Описание
Жуки мелких размеров, в длину всего 6,5—9 мм. Голова заметно уже переднеспинки. Последний сегмент щупик на вершине сужен.

## Систематика
В составе рода:
- Miscodera arctica Paykull, 1798 (=Miscodera hypsibia Schauberger, 1934)